# Irmão de santo
Irmão de Santo ou Irmã de Santo é o termo utilizado nas religiões afro-brasileiras para designar pessoas que são filhos do mesmo pai-de-santo ou mãe-de-santo.
Muitas vezes utiliza-se o termo irmão de esteira ou irmão de barco, quando são recolhidos no mesmo barco ou irmão de axé para os irmãos da mesma casa.